# Jon Robert Holden
Jon Robert Holden (10 de agosto de 1976) é um basquetebolista profissional estadunidense naturalizado russo.

## Carreira
Jon Robert Holden integrou a Seleção Russa de Basquetebol, em Pequim 2008, que terminou na nona colocação.

## Títulos
Seleção Russa
- EuroBasket: 2007